# Loving (2016)
Loving é um filme de drama histórico estadunidense de 2016 dirigido e escrito por Jeff Nichols. Competiu no Palme d'Or no Festival de Cannes 2016 e foi protagonizado por Joel Edgerton e Ruth Negga.

## Elenco
- Joel Edgerton — Richard Loving
- Ruth Negga — Mildred Jeter Loving
- Nick Kroll — Bernie Cohen
- Michael Shannon — Grey Villet
- Marton Csokas — Brooks
- Jon Bass — Phil Hirschkop
- Bill Camp — Frank Beazley
- David Jensen — Bazile
- Terri Abney — Garnet Jeter
- Sharon Blackwood — Lola Loving
- Christopher Mann — Theoliver Jeter
- Winter-Lee Holland — Musiel Byrd-Jeter
- Alano Miller — Raymond Green
- Michael Abbott Jr. — Cole

## Prêmios e indicações
| Lista de prêmios e indicações                 | Lista de prêmios e indicações      | Lista de prêmios e indicações | Lista de prêmios e indicações | Lista de prêmios e indicações | Lista de prêmios e indicações |
| Premiação                                     | Categoria                          | Indicação                     | Resultado                     | R.                            |                               |
| --------------------------------------------- | ---------------------------------- | ----------------------------- | ----------------------------- | ----------------------------- | ----------------------------- |
| Oscar 2017                                    | Melhor atriz                       | Ruth Negga                    | Indicado                      |                               |                               |
| Cannes Film Festival                          | Palme d'Or                         | Jeff Nichols                  | Indicado                      | [ 3 ]                         |                               |
| Critics' Choice Awards                        | Melhor filme                       | Loving                        | Indicado                      | [ 4 ]                         |                               |
| Critics' Choice Awards                        | Melhor ator                        | Joel Edgerton                 | Indicado                      | [ 4 ]                         |                               |
| Critics' Choice Awards                        | Melhor atriz                       | Ruth Negga                    | Indicado                      | [ 4 ]                         |                               |
| Critics' Choice Awards                        | Melhor roteiro original            | Jeff Nichols                  | Indicado                      | [ 4 ]                         |                               |
| Globo de Ouro                                 | Melhor ator em filme dramático     | Joel Edgerton                 | Indicado                      | [ 5 ]                         |                               |
| Globo de Ouro                                 | Melhor atriz em filme dramático    | Ruth Negga                    | Indicado                      | [ 5 ]                         |                               |
| Gotham Awards                                 | Melhor ator                        | Joel Edgerton                 | Indicado                      | [ 6 ]                         |                               |
| Gotham Awards                                 | Melhor atriz                       | Ruth Negga                    | Indicado                      | [ 6 ]                         |                               |
| Hamptons International Film Festival          | Victor Rabinowitz and Joanne Grant | Jeff Nichols                  | Venceu                        | [ 7 ]                         |                               |
| Heartland Film Festival                       | Truly Moving                       | Jeff Nichols                  | Venceu                        | [ 8 ]                         |                               |
| Independent Spirit Awards                     | Melhor diretor                     | Jeff Nichols                  | Indicado                      | [ 9 ]                         |                               |
| Independent Spirit Awards                     | Melhor papel feminino              | Ruth Negga                    | Indicado                      | [ 9 ]                         |                               |
| Mill Valley Film Festival                     | Favorito do Cinema                 | Jeff Nichols                  | 2º lugar                      | [ 10 ]                        |                               |
| Palm Springs International Film Festival      | Rising Star                        | Ruth Negga                    | Venceu                        | [ 11 ]                        |                               |
| Santa Barbara International Film Festival     | Virtuosos                          | Ruth Negga                    | Venceu                        | [ 12 ]                        |                               |
| Satellite Awards                              | Melhor filme                       | Loving                        | Indicado                      | [ 13 ]                        |                               |
| Satellite Awards                              | Melhor ator                        | Joel Edgerton                 | Indicado                      | [ 13 ]                        |                               |
| Satellite Awards                              | Melhor atriz                       | Ruth Negga                    | Venceu                        | [ 13 ]                        |                               |
| Washington D.C. Area Film Critics Association | Melhor ator                        | Joel Edgerton                 | Indicado                      | [ 14 ]                        |                               |
| Washington D.C. Area Film Critics Association | Melhor atriz                       | Ruth Negga                    | Indicado                      | [ 14 ]                        |                               |
| Washington D.C. Area Film Critics Association | Melhor gravação                    | Loving                        | Indicado                      | [ 14 ]                        |                               |